# Hydrurotétrakis(triphénylphosphine)rhodium(I)
L’hydruretétrakis(triphénylphosphine)rhodium(I) est un composé chimique de formule RhH(P(C6H5)3)4, souvent abrégée RhH(PPh3)4. Il s'agit d'un complexe de coordination de rhodium(I) et de quatre ligands triphénylphosphine P(C6H5)3 et d'un ligand hydrure H− avec une symétrie moléculaire idéalisée C3v. Il se présente comme un solide jaune soluble dans les solvants aromatiques. Il est utilisé en catalyse homogène pour les réactions d'hydrogénation et apparentées.
Il se forme à partir du catalyseur de Wilkinson RhCl(P(C6H5)3)3 en présence d'une base :
RhCl(PPh3)3 + H2 + KOH + PPh3 ⟶ RhH(PPh3)4 + H2O + KCl.